# Horizon Therapeutics
Horizon Therapeutics — международная фармацевтическая компания. Номинальная штаб-квартира расположена в Дублине (Ирландия), фактический центр операций в Чикаго (США). Специализируется на препаратах для лечения редких заболеваний.

## История
Компания Horizon Pharma была основана в 2008 году в США (по другим данным в 2005). В 2014 году объединилась с ирландской Vidara Therapeutics. В 2015 году были куплены компании Hyperion Therapeutics и Crealta Holdings, в 2016 году — Raptor Pharmaceutical, в 2017 году — River Vision Development Corp, в 2021 году — Viela Bio Inc.
12 декабря 2022 года компания Amgen объявила о покупке Horizon Therapeutics. Сумма сделки составила $27,8 млрд.

## Деятельность
Производство препаратов компании осуществляют сторонние контрактные компании. Почти вся выручка приходится на США.
Основные препараты по объёму продаж в 2021 году:
- Tepezza (teprotumumab-trbw) — тиреоидная офтальмопатия, 1,66 млрд долларов;
- Krystexxa (Pegloticase) — подагра, 566 млн долларов;
- Ravicti (Glycerol phenylbutyrate) — нарушения цикла мочевины, 292 млн долларов;
- Pennsaid (диклофенак) — нестероидный противовоспалительный препарат, 192 млн долларов;
- Procysbi (Cysteamine) — цистиноз, 190 млн долларов;
- Actimmune (интерферон гамма) — иммунорегулирующий препарат, 117 млн долларов.